# 天槍增二
牧夫座24，又名BD+50 2084，HD 127243、SAO 29165、HR 5420，是牧夫座的一颗恒星，视星等为5.59，位于銀經90.16，銀緯60.64，其B1900.0坐标为赤經14h 25m 9s，赤緯+50° 60.64′ 32″。